# 蒂娜·迪策
蒂娜·迪策（德語：Tina Dietze，1988年1月25日—），德国女子皮划艇运动员。她曾代表德国参加2012年、2016年和2020年夏季奥林匹克运动会皮划艇比赛，获得一枚金牌和三枚银牌。